# Hymenofor

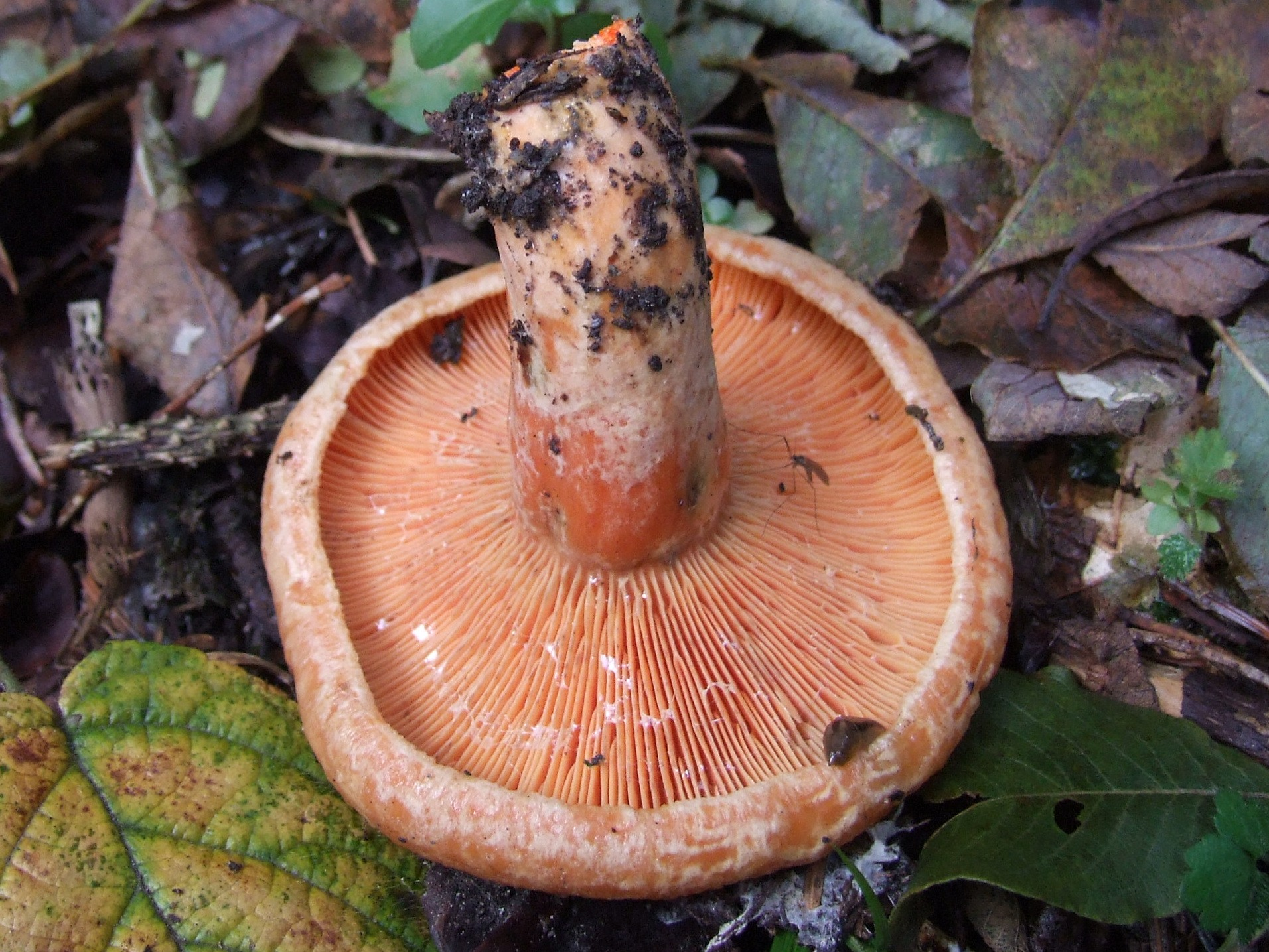
Hymenofor blaszkowy

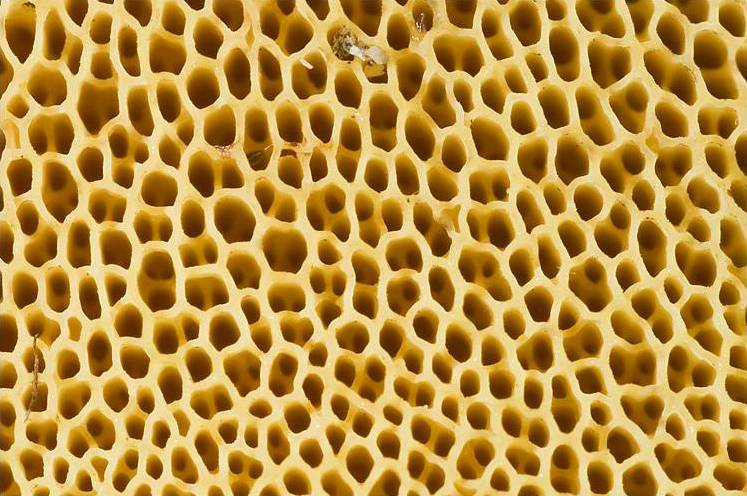
Hymenofor poroidalny

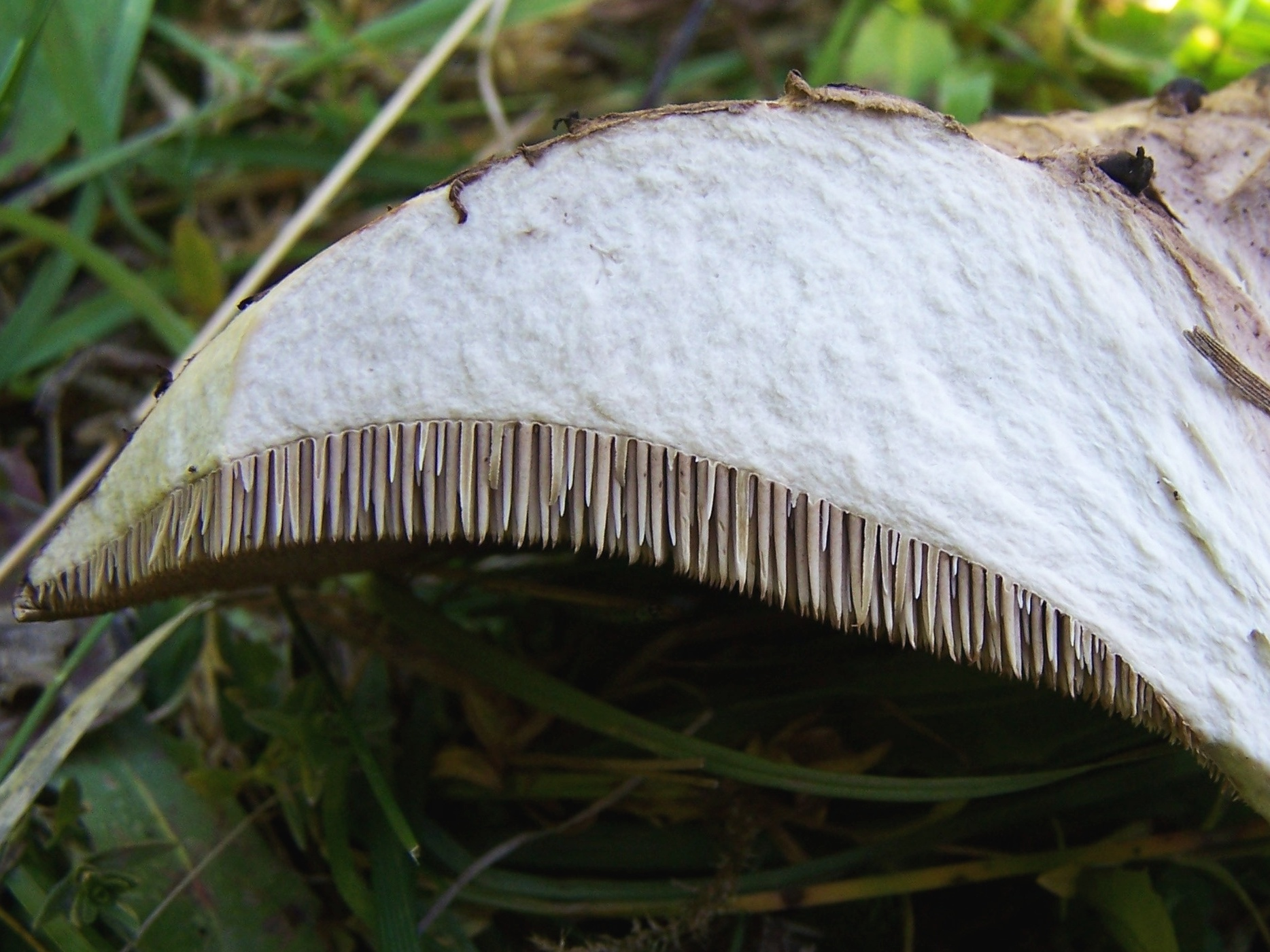
Hymenofor kolczasty

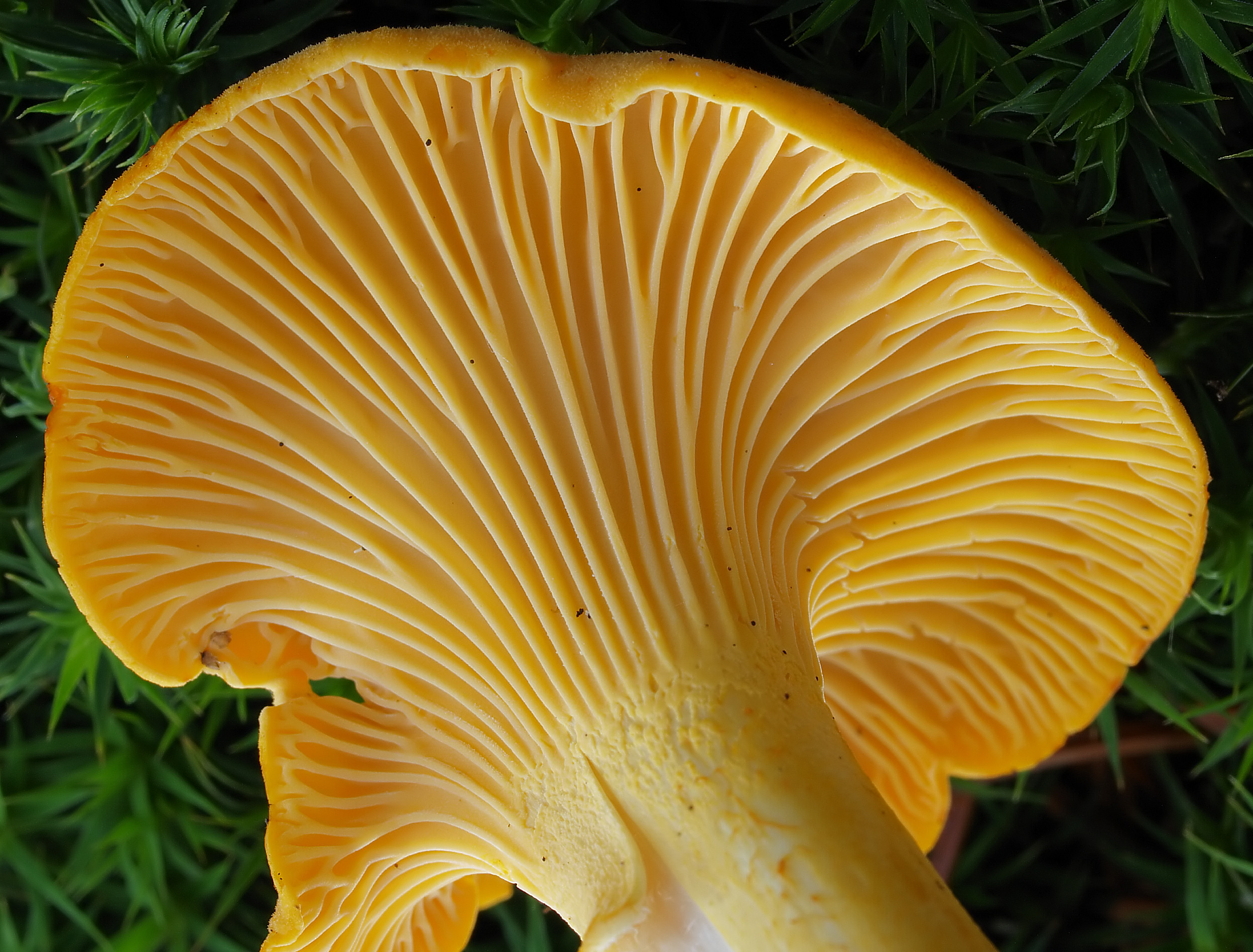
Hymenofor listewkowy

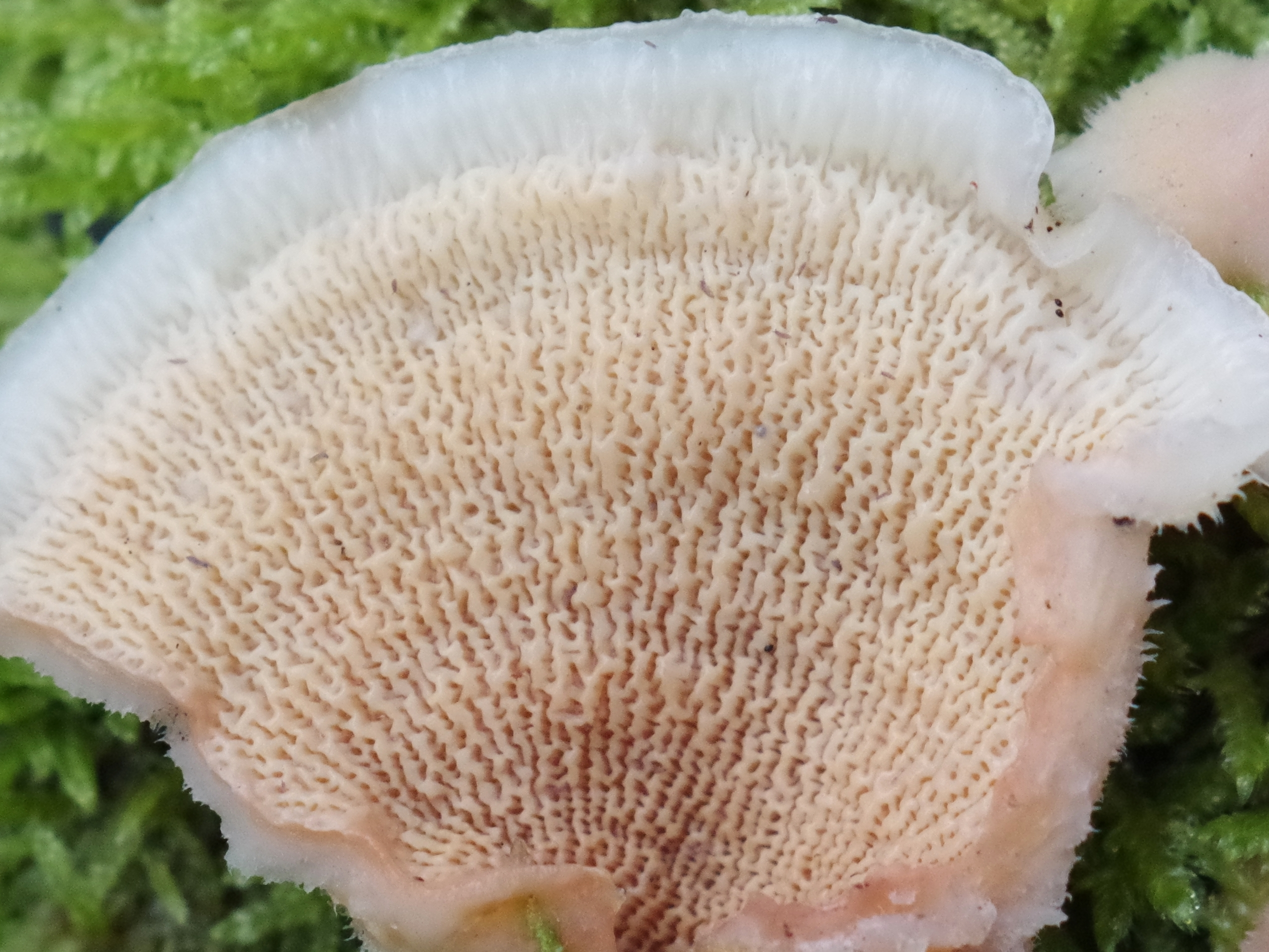
Hymenofor tremelloidalny

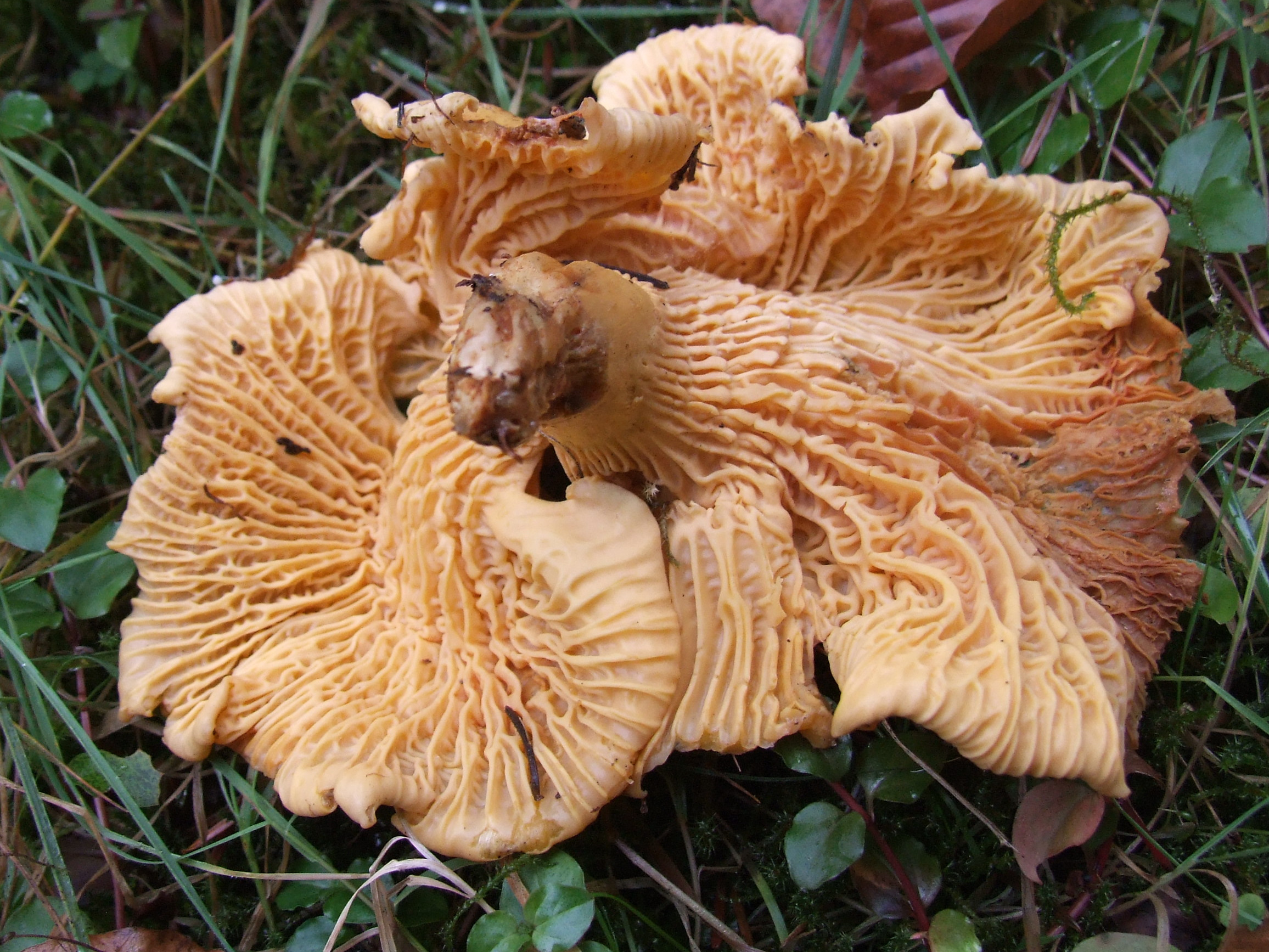
Hymenofor siatkowaty

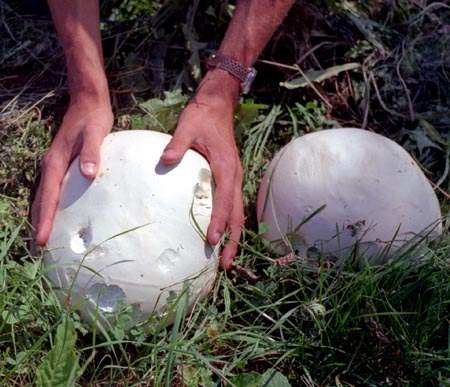
Warstwa hymenialna wewnątrz owocnika

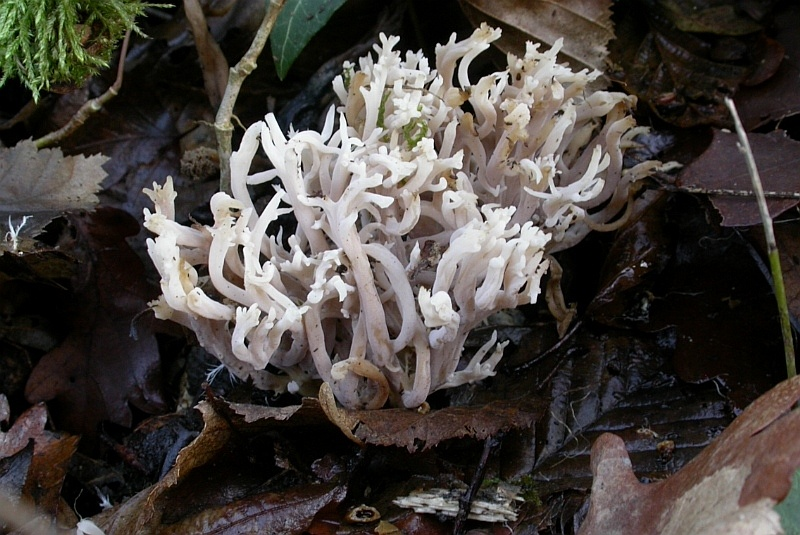
Warstwa hymenialna na całej powierzchni owocnika

Hymenofor – część owocnika grzybów, na której występuje warstwa hymenialna (obłocznia) wytwarzająca zarodniki.

## Rodzaje
- Gładki. Na owocnikach typu huba warstwa hymenialna tworzy się na dolnej stronie. Czasami brzegi owocnika mogą się nieco wywijać, tworząc daszek, jak np. skórnika. Na owocnikach wzniesionych tworzą się maczugowate, lub krzaczaste rozgałęzienia z warstwą hymenialną, jak np. u koralówek;
- Punktowy – z niewielkimi wgłębieniami;
- Guzkowaty lub gruzełkowaty – o małych, zaokrąglonych ziarnach, często spotykany u grzybów kortycjoidalnych;
- Raduloidalny – z płaskimi, szerokimi, zaokrąglonymi występami (pośredni między hymenoforem guzkowatym a kolczastym);
- Meruliowaty, jak np. u żylaka trzęsakowatego, gdzie hymenofor ma postać labiryntowatych fałdek;
- Siatkowaty – z fałdami i grzbietami tworzącymi siatkę;
- Blaszkowaty – blaszki występują u grzybów mających owocnik wachlarzowaty, lub w postaci kapelusza. Zawsze występują na dolnej stronie grzyba. U grzybów kapeluszowych blaszki te biegną promieniście od brzegów kapelusza do trzonu. Mogą dochodzić do samego trzonu, lub kończyć się w różnej odległości od niego. W Polsce jest to jeden z częściej występujących typów hymenoforów;
- Listewkowy (phlebioidalny) – w postaci żyłek, fałdek lub wydłużonych porów. Przypomina hymenofor blaszkowy, ale jest wyraźnie niższy (np. u pieprznika szarego);
- Poroidalny, czyli rurkowaty – rurki występują u grzybów z owocnikiem kapeluszowym, kopytkowym, wachlarzowatym lub resupinowatym. Umieszczone są na dolnej stronie kapelusza (u niektórych typów owocników na całej ich powierzchni) i mają postać rurek, mających na wylocie pory, przez które wysypują się zarodniki;
- Irpikoidalny – z szerokimi i spłaszczonymi wyrostkami;
- Odontoidalny – w postaci smukłych kolców, często z rzęską na końcu. Ich długość rzadko przekracza 1 mm;
- Hydnoidalny, czyli kolczasty – ma postać kolców, czyli długich i cienkich sopelków lub igieł. Występuje u grzybów kapeluszowych z trzonem (np. kolczak obłączasty) i u grzybów z owocnikiem drzewkowato rozgałęzionym, po dolnej stronie kapelusza. U grzybów z owocnikami resupinowatymi kolce występują na całej powierzchni[1][2][3].

## Położenie
- Warstwa hymenialna wewnątrz owocników – występuje u grzybów tworzących kuliste, gruszkowate, lub bulwiaste owocniki (np. purchawka, tęgoskór). Wnętrze takiego owocnika wypełnione jest strzępkami gąbczastej grzybni. Tworzą one komory, wewnątrz których znajduje się warstwa hymenialna, a na niej powstają zarodniki. Po dojrzeniu zarodniki odrywają się i wypełniają wnętrze owocnika. Dojrzały owocnik zwykle pęka. Do tej grupy należą też grzyby wytwarzające owocniki pod ziemią (np. trufla);
- Warstwa hymenialna wewnątrz perydioli – występuje u grzybów mających owocnik w postaci kubeczków. Na ich dnie znajdują się perydiole w kształcie soczewek, wewnątrz nich powstają zarodniki. Średnica perydioli wynosi od 2 – 5 mm. Młode kubeczki zwykle zakryte są nakrywką (tzw. epifragmą), która potem odpada i perydiole zostają odsłonięte. Ten typ owocników występuje zwykle u grzybów saprofitycznych z rzędu gniazdnicowców (Nidulariales);
- Warstwa hymenialna zlepiona śluzem – występuje u niektórych grzybów z zamkniętym owocnikiem, u których po dojrzeniu grzyba zarodniki zostają wyniesione na zewnątrz owocnika i zlepione śluzem, jak np. u sromotnika bezwstydnego. Grzyby o tym typie hymenoforu, należące do rzędu sromotnikowców (Phallales) w Europie i w Polsce są nieliczne – występują głównie w krajach tropikalnych[1][2].

## Konsystencja i powierzchnia
- oprószony – obsypany (np. zarodnikami)
- mączny – drobnoziarnisty, mniej lub bardziej nieciągły
- kredowaty – o kredowym wyglądzie lub teksturze
- pajęczynowaty – nieciągły, zbudowany z bardzo luźno splecionych strzępek przypominających pajęczynę
- włóknisty – zbudowany z luźno splecionych strzępek tworzące siateczkę
- byssoidalny – kłaczkowaty lub podobny do bawełny
- hypochnoidalny – filcowaty, zbudowany mniej lub bardziej zwartych strzępek
- błonkowaty – cienki i łatwa do usunięcia, jak stara, łuszcząca się skóra
- błoniasty – cienki i przyrośnięty, o konsystencji przypominającej skórę
- woskowaty – o woskowatej konsystencji
- skórzasty – o konsystencji skóry
- skorupiasty – twardy, jak skorupa skorupiaka
- szorstki – pokryty drobnymi, spiczastymi i twardymi pęczkami strzępek
- aksamitny – zbudowany z gęstych strzępek tworzących aksamitną powierzchnię
- włoskowaty – z długimi, miękkimi i gęstymi włóknami
- szczeciniasty – z wyprostowanymi i sztywnymi włosami
- kutnerowaty – o gęstej, wełnistej strukturze[4].

## Typy
Hymenofory dzielą się w zależności od posiadania osłonek na:
- gymnokarpiczne – nieosłonięte;
- hemiangiokarpiczne – posiadające osłonki w młodych stadiach rozwojowych, które z czasem odpadają;
- angiokarpiczne – osłonięte przez cały okres rozwoju, otwierające się po dojrzeniu zarodników.

W zależności od budowy hymenoforu wśród podstawczaków wyróżnia się 2 grupy morfologiczno-biologiczne grzybów:
- blaszkowce – o hymenoforze blaszkowym;
- grzyby afylloforoidalne – o innym typie hymenoforu[5].